# Quận Crosby, Texas
Quận Crosby (tiếng Anh: Crosby County) là một quận trong tiểu bang Texas, Hoa Kỳ. Quận lỵ đóng ở thành phố Crosbyton6. Quận được đặt tên theo Stephen Crosby, đây là một trong 30 quận khô
Quận này thuộc vùng đô thị Lubbock.
Năm 11000 trước CN người Paleo-India đã định cư ở đây.

## Thông tin nhân khẩu
Theo điều tra dân số 2 năm 2000, quận đã có dân số 7.072 người, 2.512 hộ, và 1.866 gia đình sống trong quận. Mật độ dân số là 8 người trên một dặm vuông (3/km ²). Có 3.202 đơn vị nhà ở với mật độ trung bình là 4 cho mỗi dặm vuông (1/km ²). Cơ cấu chủng tộc của dân cư quận gồm 63,77% người da trắng, 3,89% da đen hay Mỹ gốc Phi, 0,54% người Mỹ bản xứ, 0,03% người châu Á, 0,07% người đảo Thái Bình Dương, 29,89% từ các chủng tộc khác, và 1,81% từ hai hoặc nhiều chủng tộc. 48,93% dân số là người Hispanic hay Latino thuộc chủng tộc nào.
Có 2.512 hộ, trong đó 35,6% có trẻ em dưới 18 tuổi sống chung với họ, 59,0% là đôi vợ chồng sống với nhau, 11,4% có chủ hộ là nữ không có mặt chồng, và 25,7% đã không có gia đình. 23,8% các hộ gia đình đã được tạo thành từ các cá nhân và 13,4% có người sống một mình 65 tuổi trở lên đã được người. Bình quân mỗi hộ là 2,78 và cỡ gia đình trung bình là 3,30.
Trong quận, độ tuổi dân cư gồm 30,7% ở độ tuổi dưới 18, 8,5% 18-24, 24,0% 25-44, 21,1% 45-64, và 15,6% người từ 65 tuổi trở lên. Tuổi trung bình là 34 năm. Cứ mỗi 100 nữ có 91,1 nam giới. Cứ mỗi 100 nữ 18 tuổi trở lên, có 87,2 nam giới.
Thu nhập trung bình cho một hộ gia đình trong quận đã được $ 25.769, và thu nhập trung bình cho một gia đình là $ 29,891. Nam giới có thu nhập trung bình $ 23.775 so với 17.229 $ cho phái nữ. Thu nhập trên đầu cho các quận được $ 14,445. Giới 22,6% gia đình và 28,1% dân số sống dưới mức nghèo khổ, bao gồm 36,6% những người dưới 18 tuổi và 22,7% có độ tuổi từ 65 trở lên. 